# Brassiophoenix drymophloeoides
Brassiophoenix drymophloeoides är en enhjärtbladig växtart som beskrevs av Karl Ewald Maximilian Burret. Brassiophoenix drymophloeoides ingår i släktet Brassiophoenix och familjen Arecaceae.
Artens utbredningsområde är Papua Nya Guinea. Inga underarter finns listade i Catalogue of Life.